# Caumont-sur-Aure
Caumont-sur-Aure es una comuna nueva francesa situada en el departamento de Calvados, de la región de Normandía.

## Historia
Fue creada el 1 de enero de 2017, en aplicación de una resolución del prefecto de Calvados de 8 de septiembre de 2016 con la unión de las comunas de Caumont-l'Éventé, La Vacquerie y Livry, pasando a estar el ayuntamiento en la antigua comuna de Caumont-l'Éventé.

## Demografía
| Gráfica de evolución demográfica de Caumont-sur-Aure entre 1800 y 2013 |
|                                                                        |

Los datos entre 1800 y 2013 son el resultado de sumar los parciales de las tres comunas que forman la nueva comuna de Caumont-sur-Aure, cuyos datos se han cogido de 1800 a 1999, para las comunas de Caumont-l'Éventé, La Vacquerie y Livry de la página francesa EHESS/Cassini. Los demás datos se han cogido de la página del INSEE.

## Composición
| Comuna delegada  | Código INSEE | Población (2013) | Superficie (km²) | Densidad (hab./km²) |
| ---------------- | ------------ | ---------------- | ---------------- | ------------------- |
| Caumont-l'Éventé | 14143        | 1350             | 6.27             | 215                 |
| La Vacquerie     | 14722        | 303              | 10.18            | 30                  |
| Livry            | 14372        | 754              | 23.48            | 32                  |